# Slovenská Nová Ves
Slovenská Nová Ves é um município da Eslováquia, situado no distrito de Trnava, na região de Trnava. Tem 8,31 km² de área e sua população em 2019 foi estimada em 543 habitantes.

## Demografia
| Ano:        | 1994 | 2004   | 2014    | 2024    |
| ----------- | ---- | ------ | ------- | ------- |
| Broj ljudi: | 453  | 427    | 484     | 555     |
| Razlika:    |      | -5,73% | +13,34% | +14,66% |

| Ano:               | 2023 | 2024   |
| ------------------ | ---- | ------ |
| Número de pessoas: | 538  | 555    |
| Diferença:         |      | +3,15% |